# Juan Manuel González Cremona
Juan Manuel González Cremona es un guionista de cómic, novelista y ensayista de origen argentino, radicado en España. Ha usado seudónimos como Ana Velasco, Anthony Legan, Folco Guarneri y Roy Callagham.

## Biografía
José Manuel González Cremona se marchó de Argentina tras el golpe de Estado del 24 de marzo de 1976.
Establecido en Barcelona, colaboró en el tebeo "El Acordeón". A partir de 1977, trabajó para editorial Bruguera, donde continuó El Corsario de Hierro y se ocupó de las adaptaciones de "Joyas Literarias Juveniles", sustituyendo así a Víctor Mora y José Antonio Vidal Sales, respectivamente. Al mismo tiempo, publicaba novelas eróticas con diversos seudónimos.
Tras la debacle de Bruguera, se ha dedicado al ensayo de divulgación histórica.

## Obra
Historietística
| Años | Título                                 | Dibujante          | Tipo              | Publicación                         |
| ---- | -------------------------------------- | ------------------ | ----------------- | ----------------------------------- |
| 1976 | Juan Juan                              | Eugenio Gayeyra    | Serie             | El Acordeón                         |
| 1977 | Los Aventureros                        | José Pérez Montero | Serie             | El Acordeón                         |
| 1977 | El Corsario de Hierro                  | Ambrós             | Serial            | Bruguera                            |
| 1977 | Constancio Plurilópez                  | Tran               | Serie             |                                     |
| 1977 | Las aventuras de Tom Sawyer            | Jaime Juez         | Monografía        | Joyas Literarias Juveniles núm. 182 |
| 1978 | Las tribulaciones de un chino en China | Jaime Juez         | Monografía        | Joyas Literarias Juveniles núm. 186 |
| 1978 | Familia sin nombre                     | Ángel Pardo        | Monografía        | Joyas Literarias Juveniles núm. 187 |
| 1978 | La ciudad del Rey Leproso              | Tomás Porto        | Monografía        | Joyas Literarias Juveniles núm. 188 |
| 1979 | El monstruo del Lago Ness              | Julio Vivas        | Historieta suelta | ¡Zas! n.º 6                         |

Literaria
| Año        | Título                          | Tipo   | Editorial |
| ---------- | ------------------------------- | ------ | --------- |
| 04/01/1979 | Quiero ser tuya                 | Novela | Bruguera  |
| 10/01/1979 | Amor, asignatura pendiente      | Novela | Bruguera  |
| 12/01/1979 | Jaque al sexo                   | Novela | Bruguera  |
| 01/12/1979 | Prostitutas?...                 | Novela | Bruguera  |
| 02/01/1980 | Toccata para cuatro manos       | Novela | Bruguera  |
| 1987       | Soberanas de la Casa de Austria | Ensayo | Mitre     |
| 1989       | Diccionario de los papas        | Ensayo | Mitre     |
|            |                                 |        |           |
|            |                                 |        |           |